# Österrikes Grand Prix 2025
Österrikes Grand Prix 2025, officiellt Formula 1 MSC Cruises Austrian Grand Prix 2025, var ett Formel 1-lopp som kördes den 29 juni 2025 på Red Bull Ring i Österrike. Det var det elfte loppet ingående i Formel 1-säsongen 2025 och kördes över 70 varv, istället för de planerade 71 varven.

## Ställning i mästerskapet före loppet
| Pos. | Förare          | Poäng |
| ---- | --------------- | ----- |
| 1 ▬  | Oscar Piastri   | 198   |
| 2 ▬  | Lando Norris    | 176   |
| 3 ▬  | Max Verstappen  | 155   |
| 4 ▬  | George Russell  | 136   |
| 5 ▬  | Charles Leclerc | 104   |

| Pos. | Konstruktör       | Poäng |
| ---- | ----------------- | ----- |
| 1 ▬  | McLaren-Mercedes  | 374   |
| 2 ▬  | Mercedes          | 199   |
| 3 ▬  | Ferrari           | 183   |
| 4 ▬  | Red Bull          | 162   |
| 5 ▬  | Williams-Mercedes | 55    |

- Notering: Endast de fem bästa placeringarna i vardera mästerskap finns med på listorna.

## Kvalet
Kvalet kördes den 28 juni 2025, och var planerat att börja klockan 16:00 lokal tid (UTC+2), men fördröjdes till 16:05 på grund av en krash i Formula 2s sprintrace. Kvalet fastställde startordningen för loppet.
| Pos.                   | Nr. | Förare            | Konstruktör                  | Kvaltider | Kvaltider | Kvaltider | Start- grid |
| Pos.                   | Nr. | Förare            | Konstruktör                  | Q1        | Q2        | Q3        | Start- grid |
| ---------------------- | --- | ----------------- | ---------------------------- | --------- | --------- | --------- | ----------- |
| 1                      | 4   | Lando Norris      | McLaren-Mercedes             | 1:04.672  | 1:04.410  | 1:03.971  | 1           |
| 2                      | 16  | Charles Leclerc   | Ferrari                      | 1:05.197  | 1:04.734  | 1:04.492  | 2           |
| 3                      | 81  | Oscar Piastri     | McLaren-Mercedes             | 1:04.966  | 1:04.556  | 1:04.554  | 3           |
| 4                      | 44  | Lewis Hamilton    | Ferrari                      | 1:05.115  | 1:04.896  | 1:04.582  | 4           |
| 5                      | 63  | George Russell    | Mercedes                     | 1:05.189  | 1:04.860  | 1:04.763  | 5           |
| 6                      | 30  | Liam Lawson       | Racing Bulls-Honda RBPT      | 1:05.017  | 1:05.041  | 1:04.926  | 6           |
| 7                      | 1   | Max Verstappen    | Red Bull Racing-Honda RBPT   | 1:05.106  | 1:04.836  | 1:04.929  | 7           |
| 8                      | 5   | Gabriel Bortoleto | Kick Sauber-Ferrari          | 1:05.123  | 1:04.846  | 1:05.132  | 8           |
| 9                      | 12  | Kimi Antonelli    | Mercedes                     | 1:05.178  | 1:05.052  | 1:05.276  | 9           |
| 10                     | 10  | Pierre Gasly      | Alpine-Renault               | 1:05.054  | 1:04.846  | 1:05.649  | 10          |
| 11                     | 14  | Fernando Alonso   | Aston Martin Aramco-Mercedes | 1:05.197  | 1:05.128  | N/A       | 11          |
| 12                     | 23  | Alexander Albon   | Williams-Mercedes            | 1:05.143  | 1:05.205  | N/A       | 12          |
| 13                     | 6   | Isack Hadjar      | Racing Bulls-Honda RBPT      | 1:05.063  | 1:05.226  | N/A       | 13          |
| 14                     | 43  | Franco Colapinto  | Alpine-Renault               | 1:05.278  | 1:05.288  | N/A       | 14          |
| 15                     | 87  | Oliver Bearman    | Haas-Ferrari                 | 1:05.218  | 1:05.312  | N/A       | 15          |
| 16                     | 18  | Lance Stroll      | Aston Martin Aramco-Mercedes | 1:05.329  | N/A       | N/A       | 16          |
| 17                     | 31  | Esteban Ocon      | Haas-Ferrari                 | 1:05.364  | N/A       | N/A       | 17          |
| 18                     | 22  | Yuki Tsunoda      | Red Bull Racing-Honda RBPT   | 1:05.369  | N/A       | N/A       | 18          |
| 19                     | 55  | Carlos Sainz Jr.  | Williams-Mercedes            | 1:05.582  | N/A       | N/A       | 19          |
| 20                     | 27  | Nico Hülkenberg   | Kick Sauber-Ferrari          | 1:05.606  | N/A       | N/A       | 20          |
| 107 %-gränsen:1:09.199 |     |                   |                              |           |           |           |             |
| Källor:                |     |                   |                              |           |           |           |             |

## Loppet
Loppet kördes den 29 juni 2025, och var planerat att starta klockan 15:00 lokal tid (UTC+2), men fördröjdes till 15:15 då Carlos Sainz Jr. i Williams fastnat i första växeln under formationsvarvet. Loppet var planerat att köras över 71 varv, men kortades till 70 varv på grund av den avbrutna starten.
De båda McLaren, Lando Norris och Oscar Piastri, fick en bra start. Norris körde in mot höger framför Charles Leclerc inför första kuvan, Niki Lauda Kurve. Piastri kunde då passa på att köra om Leclerc på utsidan. Piastri försökte även köra om sin lagkamrat, men Norris lyckades behålla förstaplatsen.
Senare under första varvet försökte Kimi Antonelli avancera från nionde plats genom en sen inbromsning, men låste upp och kolliderade istället med Max Verstappen. Båda förarna fick avbryta loppet och kollisionen resulterade i en säkerhetsbil som varade till varv tre. Antonelli fick efter loppet en bestraffning på tre grid-placeringar i nästa lopp, samt två straffpoäng.
| Pos.    | Nr. | Förare            | Konstruktör                  | Varv | Tid/Bröt    | Placering | Poäng |
| ------- | --- | ----------------- | ---------------------------- | ---- | ----------- | --------- | ----- |
| 1       | 4   | Lando Norris      | McLaren-Mercedes             | 70   | 1:23:47.693 | 1         | 25    |
| 2       | 81  | Oscar Piastri     | McLaren-Mercedes             | 70   | +2.695      | 3         | 18    |
| 3       | 16  | Charles Leclerc   | Ferrari                      | 70   | +19.820     | 2         | 15    |
| 4       | 44  | Lewis Hamilton    | Ferrari                      | 70   | +29.020     | 4         | 12    |
| 5       | 63  | George Russell    | Mercedes                     | 70   | +1:02.396   | 5         | 10    |
| 6       | 30  | Liam Lawson       | Racing Bulls-Honda RBPT      | 70   | +1:07.754   | 6         | 8     |
| 7       | 14  | Fernando Alonso   | Aston Martin Aramco-Mercedes | 69   | +1 varv     | 11        | 6     |
| 8       | 5   | Gabriel Bortoleto | Kick Sauber-Ferrari          | 69   | +1 varv     | 8         | 4     |
| 9       | 27  | Nico Hülkenberg   | Kick Sauber-Ferrari          | 69   | +1 varv     | 20        | 2     |
| 10      | 31  | Esteban Ocon      | Haas-Ferrari                 | 69   | +1 varv     | 17        | 1     |
| 11      | 87  | Oliver Bearman    | Haas-Ferrari                 | 69   | +1 varv     | 15        |       |
| 12      | 6   | Isack Hadjar      | Racing Bulls-Honda RBPT      | 69   | +1 varv     | 13        |       |
| 13      | 10  | Pierre Gasly      | Alpine-Renault               | 69   | +1 varv     | 10        |       |
| 14      | 18  | Lance Stroll      | Aston Martin Aramco-Mercedes | 69   | +1 varv     | 16        |       |
| 15      | 43  | Franco Colapinto  | Alpine-Renault               | 69   | +1 varv1    | 14        |       |
| 16      | 22  | Yuki Tsunoda      | Red Bull Racing-Honda RBPT   | 68   | +2 varv     | 18        |       |
| DNF     | 23  | Alexander Albon   | Williams-Mercedes            | 15   | Motor       | 12        |       |
| DNF     | 1   | Max Verstappen    | Red Bull Racing-Honda RBPT   | 0    | Kollision   | 7         |       |
| DNF     | 12  | Kimi Antonelli    | Mercedes                     | 0    | Kollision   | 9         |       |
| DNS     | 55  | Carlos Sainz Jr.  | Williams-Mercedes            | 0    | Bromsar     | —2        |       |
| Källor: |     |                   |                              |      |             |           |       |

Noter
- ^1  – Franco Colapinto fick fem sekunders bestraffning för att ha tvingat Oscar Piastri utanför banan. Hans slutgiltiga placering påverkades inte av bestraffningen.[6]
- ^2  – Carlos Sainz Jr. startade inte i loppet på grund av bromsproblem under formationsvarvet. Hans plats på gridden lämnades tom.[6]

## Ställning i mästerskapet efter loppet
| Pos. | Förare          | Poäng |
| ---- | --------------- | ----- |
| 1 ▬  | Oscar Piastri   | 216   |
| 2 ▬  | Lando Norris    | 201   |
| 3 ▬  | Max Verstappen  | 155   |
| 4 ▬  | George Russell  | 146   |
| 5 ▬  | Charles Leclerc | 119   |

| Pos.  | Konstruktör       | Poäng |
| ----- | ----------------- | ----- |
| 1 ▬   | McLaren-Mercedes  | 417   |
| 2 ▲ 1 | Ferrari           | 210   |
| 3 ▼ 1 | Mercedes          | 209   |
| 4 ▬   | Red Bull          | 162   |
| 5 ▬   | Williams-Mercedes | 55    |

- Notering: Endast de fem bästa placeringarna i vardera mästerskap finns med på listorna.